# 모큐멘터리
모큐멘터리(영어: mockumentary) 또는 페이크 다큐멘터리(영어: fake documentary) 혹은 다큐-코미디(영어: docu-comedy)는 영화와 TV 프로그램 장르의 하나로, 소설 속의 인물이나 단체, 소설적인 사건이나 상황을 기반으로 만들어진 허구의 상황이 마치 실제처럼 보이게 하는 다큐멘터리 형식의 장르이다.
그 역사는 나름 오래 되었지만, 아마도 본격적으로 대중적인 파장을 일으킨 건 《블레어 윗치》로 보인다. 《블레어 윗치》는 페이크 다큐멘터리의 초기적 형태를 보여주는 1922년의 덴마크 무성영화 《마녀》(Haxan)의 연장선상에 있다. 두 감독이 만든 영화사 이름도 'Haxan Films'이다.

## 영화
- 곤지암
- 혼숨

## 같이 보기
- 다큐드라마
- 다큐픽션
- 목버스터